# ハロルド・F・クレス
ハロルド・F・クレス（Harold F. Kress, 1913年6月26日 - 1999年9月18日）は、アメリカ合衆国の編集技師、映画監督である。
アカデミー編集賞には6度ノミネートされ、そのうち『西部開拓史』（1962年）と『タワーリング・インフェルノ』（1974年）で受賞した。

## 主なフィルモグラフィ
- ブロードウェイ・セレナーデ Broadway Serenade (1939) 編集
- ニュウ・ムウン New Moon (1940) 編集
- アンディ・ハーディ・ミーツ・デビュタント Andy Hardy Meets Debutante (1940) 編集
- ジキル博士とハイド氏 Dr. Jekyll and Mr. Hyde (1941) 編集
- ミニヴァー夫人 Mrs. Miniver (1942) 編集
- 心の旅路 Random Harvest (1942) 編集
- キュリー夫人 Madame Curie (1943) 編集
- キャビン・イン・ザ・スカイ Cabin in the Sky (1943) 編集
- 子鹿物語 The Yearling (1946) 編集
- アパッチの狼火 Apache War Smoke (1952) 監督
- ローズ・マリー Rose Marie (1954) 編集
- 明日泣く I'll Cry Tomorrow (1955) 編集
- 八月十五夜の茶屋 The Teahouse of the August Moon (1956) 編集
- 絹の靴下 Silk Stockings (1957) 編集
- キング・オブ・キングス King of Kings (1961) 編集
- ポセイドン・アドベンチャー The Poseidon Adventure (1972) 編集
- 殺し屋ハリー/華麗なる挑戦 99 and 44/100% Dead (1974) 編集
- スウォーム The Swarm (1978) 編集

## 受賞・ノミネート
| 賞           | 年     | 部門           | 作品名                         | 結果       |
| ------------ | ------ | -------------- | ------------------------------ | ---------- |
| アカデミー賞 | 1941年 | 編集賞         | 『ジキル博士とハイド氏』       | ノミネート |
| アカデミー賞 | 1942年 | 編集賞         | 『ミニヴァー夫人』             | ノミネート |
| アカデミー賞 | 1946年 | 編集賞         | 『子鹿物語』                   | ノミネート |
| アカデミー賞 | 1963年 | 編集賞         | 『西部開拓史』                 | 受賞       |
| アカデミー賞 | 1972年 | 編集賞         | 『ポセイドン・アドベンチャー』 | ノミネート |
| アカデミー賞 | 1974年 | 編集賞         | 『タワーリング・インフェルノ』 | 受賞       |
| エディー賞   | 1963年 | 長編映画編集賞 | 『西部開拓史』                 | 受賞       |
| エディー賞   | 1972年 | 長編映画編集賞 | 『ポセイドン・アドベンチャー』 | ノミネート |
| エディー賞   | 1973年 | 長編映画編集賞 | 『タワーリング・インフェルノ』 | ノミネート |
| エディー賞   | 1991年 | 生涯功労賞     |                                | 受賞       |